# Torno de playa

El torno de playa fue utilizado en Málaga desde principios del siglo XX hasta los años 70. Sustituyó a las yuntas de bueyes en la tarea de sacar las barcas desde el mar a la playa.
Desde el torno se enganchaba la barca a través del borondo, aro metálico anclado a la popa de la barca, mediante una gruesa cuerda, cable o cadena.
Los pescadores empujaban la palanca y con su fuerza sacaban la barca salvando la pendiente del rebalaje.
Ver en "Amigos de la Barca de Jábega" 